# Algèbre rhétorique
Pour les articles homonymes, voir Algèbre (homonymie).
L'algèbre rhétorique désigne l'écriture des mathématiques sans symbole.
L'Abrégé du calcul par la restauration et la comparaison, d'Al-Khwarizmi, qui a fondé l'algèbre, est ainsi écrit sans aucun symbole, les inconnues étant désignées par des mots et même les nombres y sont écrits en toutes lettres, sans chiffre.